# 混沌の渦
混沌の渦 (こんとんのうず Maelstrom)は、イギリスの出版社ペンギンブックスから1984年に発売されたテーブルトークRPG（TRPG）。ジャンルは歴史物で、16世紀のヨーロッパを舞台とする。ゲームデザインはAlexander Scottが担当。日本語版は社会思想社から1988年に文庫版にて発売された。翻訳はグループSNEの佐脇洋平と清松みゆきが担当した。

## 概要
16世紀のヨーロッパを舞台にしたTRPG。16世紀はイングランド黄金期と呼ばれるエリザベス朝の時代であり、日本語版の後書きによると「イギリス人にとって、相当に思い入れの深い時代」とある。
歴史物のTRPGだが、魔法のルールが存在しており、ジャンルとしてはロー・ファンタジーとみなすこともできる。魔法以外の部分は比較的リアリティを意識した作りになっており、当時のヨーロッパの生活感を意識した、独特の泥臭さが演出できるデータがいくつも用意されている。特に薬草に関するルールやデータが豊富なことが特筆される。
日本語版はウォーロック誌にてサポート記事が連載されていた。同誌では舞台を日本の江戸時代に変更した「時代劇の渦」というヴァリアントルールが発表されたこともある。（当然ながら日本語版オリジナルのヴァリアントである）

## システム
クラス制のゲームであり、キャラクタークラスに相当する「職業」を幾つか選択することで専門技能を持ったプレイヤーキャラクターが作成される。#職業一覧の節も参照。それぞれに修行期間が設定されており、多彩な職業遍歴を持つほど多くの技能を得られるが、高齢のスタートとなる（一定以上の年齢で能力値低下のルール在り）。
行為判定はパーセンテージロールに属する。10面体ダイス二個を振って１から100までの出目を導き出し、それがキャラクターの能力値以下なら判定が成功したとみなされる。
能力値は攻撃力、防御力、知識、意志力、体力、説得力、知覚力、速さ、敏捷性の9つから成る。
ゲームシステム的に特徴的なのは魔法である。このゲーム世界での魔法は「事象の塊である"混沌の渦”に触れることで、因果律を操作し、自分が起こしたい事象を任意に作り出す」という独特の魔法体系を持つ。魔法使いのキャラクターは「魔力によって起こしたいこと」をゲームマスター（GM）に述べて、GMはその内容の非現実度から行為判定の難易度を導き出す（敵に雷を落とすにも晴れた日と荒れた日では全く違う）。その判定に成功すれば、魔法使いのキャラクターが望んだ通りのことがそのまま起こるのである。つまり、このゲームの魔法は真の意味で「何でも起こすことができる」のである。ただし混沌により世界を歪める術のため、使うほどに暴走を起こす可能性が高くなり、最悪、術者は混沌の渦に飲み込まれてしまう。使用場所の影響が大きいため、魔法を使用するたびに（数マイル単位で）移動すると暴走は起こりづらいが、逆に他人が魔法を使用した場合でも歪みは残り暴走確率が上昇する。歪みは時間と共に自然修復される。

## 世界設定
基本は16世紀のイギリスを舞台にするが、魔法が実在する世界と魔法使いはペテン師と言う世界のどちらかをGMが選ぶ。日本人にとってはルールブックだけでは伝わりにくいところもあり、ある程度の歴史知識がゲームマスターには要求されるところがある。時代背景から文盲率は高く、聖職者は強い権力を持つ。

## 職業一覧
- 貴族
- 専門職（書記官、医者、建築家、公証人）
- 職人・職工（鎧職人、鍛冶屋、刀鍛冶、彫版師、石工、絵描き、仕立て屋、皮なめし職人、木彫師など。職人は組合に属し、職工は属さない）
- 商人（肉屋、魚屋、果物屋、乾物屋、呉服商、ワイン商など）
- 自由労働者（無職と同義。修行期間が無いため一番若いのが売り。他の職業に就いた時点でこの肩書きは消える。）
- 傭兵
- 盗賊（乞食、泥棒（置引きなどの屋外や街中で盗む者。表向きの別職業も持つ）、暗殺者、ぺてん師、夜盗（家宅侵入して盗む者））
- 聖職者（魔法が有る世界では対抗して神の奇跡を起こせる。魔法が無い世界では説教で他人を言いくるめる以外の能力は無い）
- 旅芸人（役者、吟遊詩人、音楽家）
- 魔法使い（予め読み書きができる職業に就く必要がある。魔女狩りを避けるための表の職業でもある）
- 薬草師

## 関連製品
- 混沌の渦　（基本ルールブック。社会思想社教養文庫）

## 註
1. ↑  ウォーロックvol24 「ジャポネスク特集」